# Sparta (Tennessee)
Sparta és una població dels Estats Units a l'estat de Tennessee. Segons el cens del 2000 tenia 4.599 habitants.

## Demografia
Segons el cens del 2000, Sparta tenia 4.599 habitants, 1.952 habitatges, i 1.270 famílies. La densitat de població era de 280,1 habitants/km².
Dels 1.952 habitatges en un 27,6% hi vivien nens de menys de 18 anys, en un 43,7% hi vivien parelles casades, en un 17,6% dones solteres, i en un 34,9% no eren unitats familiars. En el 32,8% dels habitatges hi vivien persones soles el 17,9% de les quals corresponia a persones de 65 anys o més que vivien soles. El nombre mitjà de persones vivint en cada habitatge era de 2,24 i el nombre mitjà de persones que vivien en cada família era de 2,81.
Per edats la població es repartia de la següent manera: un 21,8% tenia menys de 18 anys, un 7,7% entre 18 i 24, un 25% entre 25 i 44, un 22,9% de 45 a 60 i un 22,5% 65 anys o més.
L'edat mediana era de 41 anys. Per cada 100 dones de 18 o més anys hi havia 77,7 homes.
La renda mediana per habitatge era de 23.775 $ i la renda mediana per família de 33.060 $. Els homes tenien una renda mediana de 26.970 $ mentre que les dones 20.295 $. La renda per capita de la població era de 15.340 $. Entorn del 16,2% de les famílies i el 21,3% de la població estaven per davall del llindar de pobresa.

## Poblacions més properes
El següent diagrama mostra les poblacions més properes.